# Rasendranoro madagaszkári királyi hercegnő
Rasendranoro (1860 – Algír, Algéria, 1901. november 9.), madagaszkári királyi hercegnő, Andriambelomaszina imerinai király 6. leszármazottja. Az Imerina-dinasztia tagja. Dzsombe Szudi és Szalima Masamba mohéli királynők rokona, III. Ranavalona madagaszkári királynő nővére.

## Élete

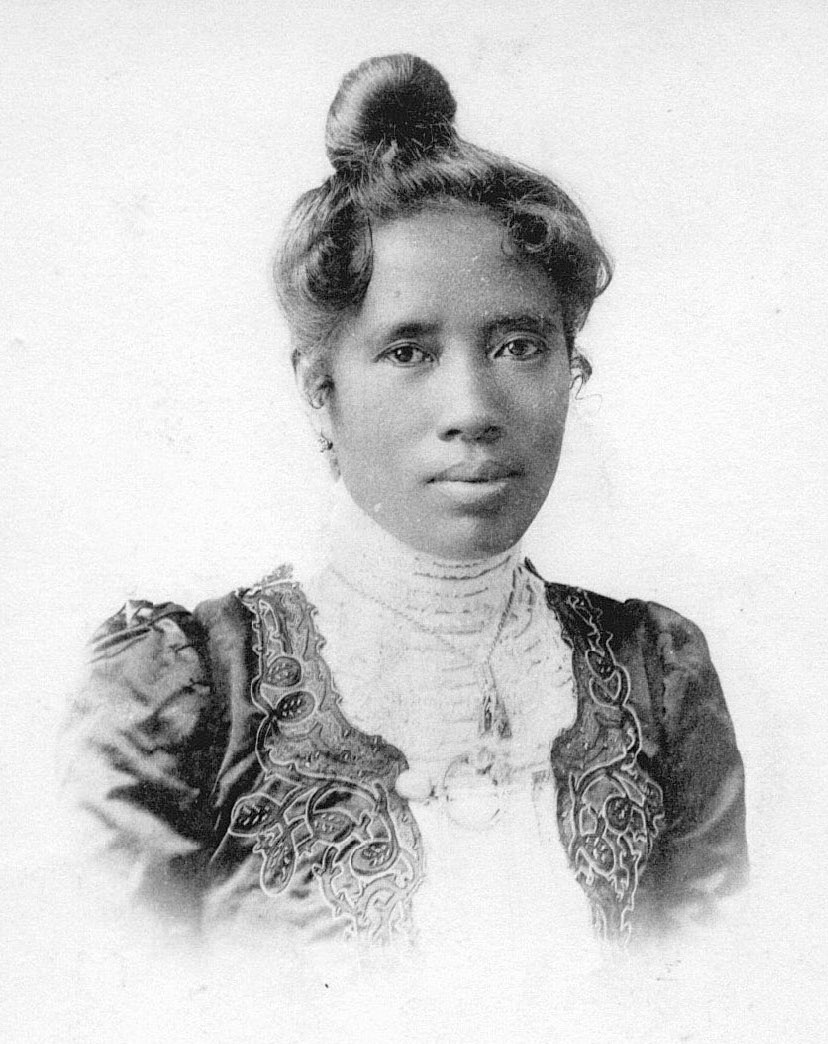
III. Ranavalona királynő 1900 előtti fényképe

Rasendranoro hercegnő, aki Andriantszimianatra úrnak, Rabodonandrasana hercegnő fiának és Raketaka madagaszkári királyi hercegnőnek az idősebb lánya, III. Ranavalona madagaszkári királynőnek volt a nővére. Az apja, Andriantszimianatra úr Andriamasinavalona imerinai király (ur.: 1675–1710) szépunokája (5. leszármazottja) volt, annak fia, Rakotofananona (Andriankotofananina) herceg révén. Anyja, Raketaka hercegnő pedig Andriambelomaszina imerinai király (ur.: 1730–1770) szépunokája (5. leszármazottja) volt, annak leánya, Ranavalonjanjanahary hercegnő révén.

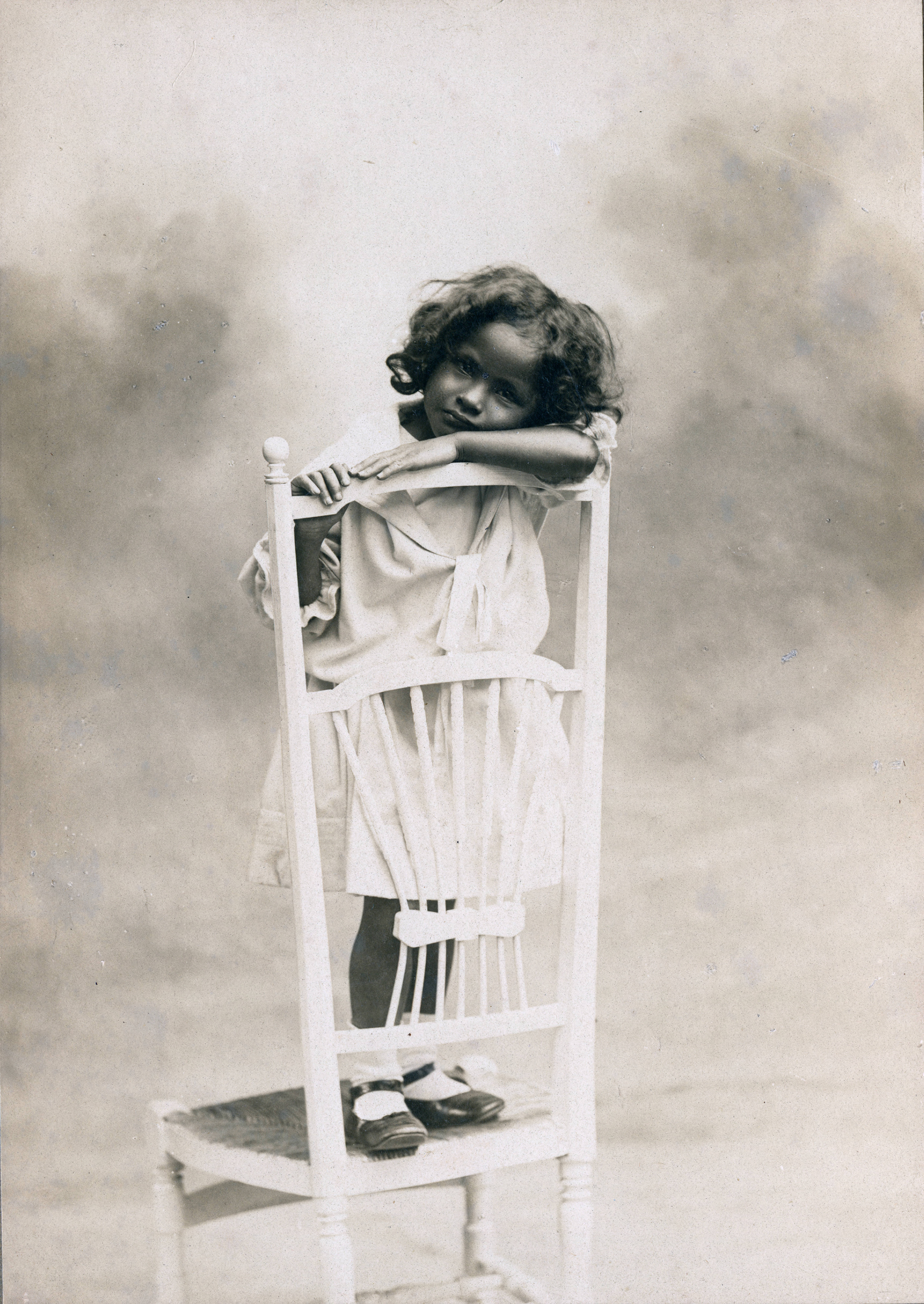
Az unokája, Mária Lujza Ranavalo hercegnő 1900-ban háromévesen

A húgát II. Ranavalona madagaszkári királynő halálakor, 1883. július 30-án III. Ranavalona néven Madagaszkár uralkodójává kiáltották ki.
Mivel III. Ranavalonának egyik házasságából sem születtek gyermekei, ezért nővérének, Rasendranoro hercegnőnek a lányait tekintette örököseinek, akiket örökbe is fogadott. Az idősebb lány, Rasoherina (1881–1895 előtt) hercegnő azonban fiatalon meghalt, így az ifjabb leány, Ranavalona (1882–1897) hercegnő lett a következő trónörökös 1895-ben.
III. Ranavalonát 1897. február 28-án trónfosztották a franciák, és előbb ideiglenesen Réunion szigetére, majd állandó lakhelyéül kijelölve Algériába száműzték. A száműzetésbe követte a nagynénjük, az anyjuknak, Raketaka hercegnőnek a féltestvére, Ramaszindrazana hercegnő, Raszendranoro és az ő előrehaladottan terhes lánya, Ranavalona hercegnő. A királynő unokahúga azonban meghalt, miután 1897. március 15-én Réunion szigetén 15 évesen világra hozta egyetlen gyermekét, Mária Lujza Ranavalo hercegnőt. Az újszülött unokája így a trónját elvesztett királynőnek már csak hipotetikus örököse lett. Raszendranoro Algériában halt meg 1901. november 9-én, amikor Mária Lujza még csak négyéves volt, ezért III. Ranavalona királynő örökbe fogadta, és nevelte fel nővére unokáját saját lányaként.
A húga, Madagaszkár utolsó királynője 1917. május 23-án halt meg Algéria székhelyén, Algírban. Rasendranoro unokája, az ekkor már húszéves Mária Lujza Ranavalo lett a madagaszkári királyi ház feje.

## Gyermekei
- Első férjétől, akivel 1881-ben házasodtak össze, dr. Andrianaly (1840–1886) orvostól, 1883-ban elváltak, 3 gyermek:
  - Rasoherina (1881–1895 előtt) hercegnő, nagynénje, III. Ranavalona királynő örökbe fogadta
  - Ranavalona (1882–1897) hercegnő, Madagaszkár trónörököse, nagynénje, III. Ranavalona királynő örökbe fogadta, férje Édouard Andriantsalama (1878–?) úr, Tsinjoarivo alkormányzója, nem születtek gyermeke, 1 természetes leányi
    - (Házasságon kívüli kapcsolatából Gérard francia katonatiszttel) Mária Lujza Ranavalo (1897–1948) madagaszkári királyi hercegnő, IV. Ranavalona néven 1917-től a madagaszkári királyi ház feje, férje André Bosshard agrármérnők, elváltak, gyermekei nem születtek

  - Rakotomena herceg, felesége Rajoanorovelo, utódok
- Második férjétől, Andrianorana úrtól, nem születtek gyermekei